# Ученически институт на БАН
Ученическият институт при БАН дава възможност за изява и развитие на ученици от 8-и до 12-и клас, които желаят да се занимават с изследователска дейност в някоя област на науката и нейните приложения.
Институтът организира писмено рецензиране и консултиране от специалисти в БАН на ученически проекти, разработвани през учебната година. Приемат се за разглеждане и проекти на ученици, които търсят изява в областта на изкуствознанието и изобразителните изкуства. Най-добрите проекти се представят от техните автори по време на ежегодната Ученическа научна сесия в присъствието на публика и научно жури.
Ученическият институт е партньор на Панаира на науката и иновациите Innofair, чиято цел е да популяризира идеите, откритията и изобретенията на младите хора в България, които имат интерес към науката, технологиите и иновациите. Чрез Innofair се избират българските участници в редица престижни международни конкурси като Intel ISEF, INESPO, Expo Sciences Luxembourg. Значителна част от ученическите проекти, спечелили награди в тези конкурси, са възпитаници на Ученическия институт на БАН.